# Costa Sul e Sudoeste - Ilha das Flores
Costa Sul e Sudoeste - Ilha das Flores este o arie protejată (arie de protecție specială avifaunistică — SPA) din Portugalia întinsă pe o suprafață de 254,71 ha, integral pe uscat.

## Localizare
Centrul sitului Costa Sul e Sudoeste - Ilha das Flores este situat la coordonatele 39°23′00″N 31°15′00″W / 39.3833°N 31.25°V.

## Înființare
Situl Costa Sul e Sudoeste - Ilha das Flores a fost declarat arie de protecție specială avifaunistică în martie 1990 pentru a proteja 1 specie de plante și 17 specii de animale.

## Biodiversitate
Situată în ecoregiunea , aria protejată conține 1 habitat natural: Faleze cu floră endemică de pe coastele macaroneziene.
La baza desemnării sitului se află mai multe specii protejate:
- plante (1): Azorina vidalii
- păsări (17): rață pitică (Anas crecca), rață mare (Anas platyrhynchos), stârc cenușiu (Ardea cinerea), pietruș (Arenaria interpres), Calidris alba, Calonectris diomedea, prundăraș de sărătură (Charadrius alexandrinus), egretă mică (Egretta garzetta), lișiță (Fulica atra), găinușă de baltă (Gallinula chloropus), Larus glaucoides, pescăruș râzător (Larus ridibundus), sitar de mâl (Limosa limosa), Numenius phaeopus, Puffinus assimilis, Sterna dougallii, chiră de baltă (Sterna hirundo)

Pe lângă speciile protejate, pe teritoriul sitului au mai fost identificate 7 specii de plante, 13 specii de păsări, 1 specie de mamifere.